# Katia Valère
 (juillet 2025).
Si vous disposez d'ouvrages ou d'articles de référence ou si vous connaissez des sites web de qualité traitant du thème abordé ici, merci de compléter l'article en donnant les références utiles à sa vérifiabilité et en les liant à la section « Notes et références ».
Katia Valère est une romancière française. Après avoir été chanteuse dans les années 1960 et 1970, elle est ensuite écrivain.

## Biographie
À seize ans, en 1956, Katia Valère arrive à Paris, où son envie de chanter la pousse à suivre des cours de chant classique qu'elle complète par des leçons de comédie au Cours Simon.
Se succèdent ensuite de nombreuses tournées au Proche et au Moyen-Orient : Liban, Turquie, Grèce, Israël, Iran...
Malgré ses succès au Moyen-Orient, le désir de revenir en France s'impose… Au début des années 1960, Katia Valère est de retour à Paris. S'enchaînent les représentations dans les grands cabarets parisiens comme la Tête de l'art, l'Orée du Bois, ou la Villa d'Este... 
En 1996, Valia, son premier roman paraît.
Suit la parution du Destin d'Antoinette en 2009.
Après la nuit vient l'aube paraît en 2013.

## Romans
- Le Destin d'Antoinette, éditions du Mot Passant, 2009
- Après la nuit vient l'aube, Calmann-Lévy, 2013
- Le dernier refrain, éditions de Borée, 2017
- Je suis Juif, éditions du Signe, 2020

## Discographie

### 45T simples et EP
A1: Petit Papa Noel
B1: Belle nuit, sainte nuit
B2: Mon Beau Sapin
Panorama 1239

        A: Chanson D'Orphée
B: Adieu Tristesse (Felicidade)
  Panorama MH 36
        A: Love In Portofino (A San Christina)
B: Une Rose, Une Danse (Colombiana)
  Panorama MH 44